# 12001 Gasbarini
12001 Gasbarini è un asteroide della fascia principale. Scoperto nel 1996, presenta un'orbita caratterizzata da un semiasse maggiore pari a 3,1412052 UA e da un'eccentricità di 0,0411427, inclinata di 14,05224° rispetto all'eclittica.
L'asteroide è dedicato all'astronomo dilettante canadese Ron Gasbarini.